# George Ripley
George Ripley (ca. 1415-1490) fue un alquimista inglés del siglo XV, secundado únicamente por Roger Bacon.

## Biografía
Ripley estudió durante veinte años en Italia en donde se convirtió en el mejor amigo del Papa Inocencio VIII. Regresó a Inglaterra en el año de 1477 y escribió su famosa obra The Compound of Alchymy (El compendio del alquimista), o bien, the Twelve Gates leading to the Discovery of the Philosopher's Stone (las doce puertas que conducen al descubrimiento de la piedra filosofal), dedicada al rey Eduardo IV y altamente apreciado por él. De su trabajo en veinticinco volúmenes sobre la Alquimia, el más importante fue el Liber Duodecem Portarum, el cual le trajo una fama considerable.
Siendo particularmente rico, hizo creer al público en general que él tenía el poder de convertir metales comunes en oro. Por ejemplo, Thomas Fuller en su libro Worthies of England (Fama de Inglaterra), describe a un caballero inglés de buena reputación quien dice haber encontrado un registro en la isla de Malta, que declaraba que Ripley había dado la enorme suma de cien mil libras esterlinas anualmente a los Caballeros de esa isla y a la de Rodas para apoyar la guerra que tenían contra el Imperio Otomano.
Ripley fue en algún momento Canon de Bridlington. Pasó los años de su vejez como anacoreta cerca de Boston (Yorkshire).

## La visión de Ripley

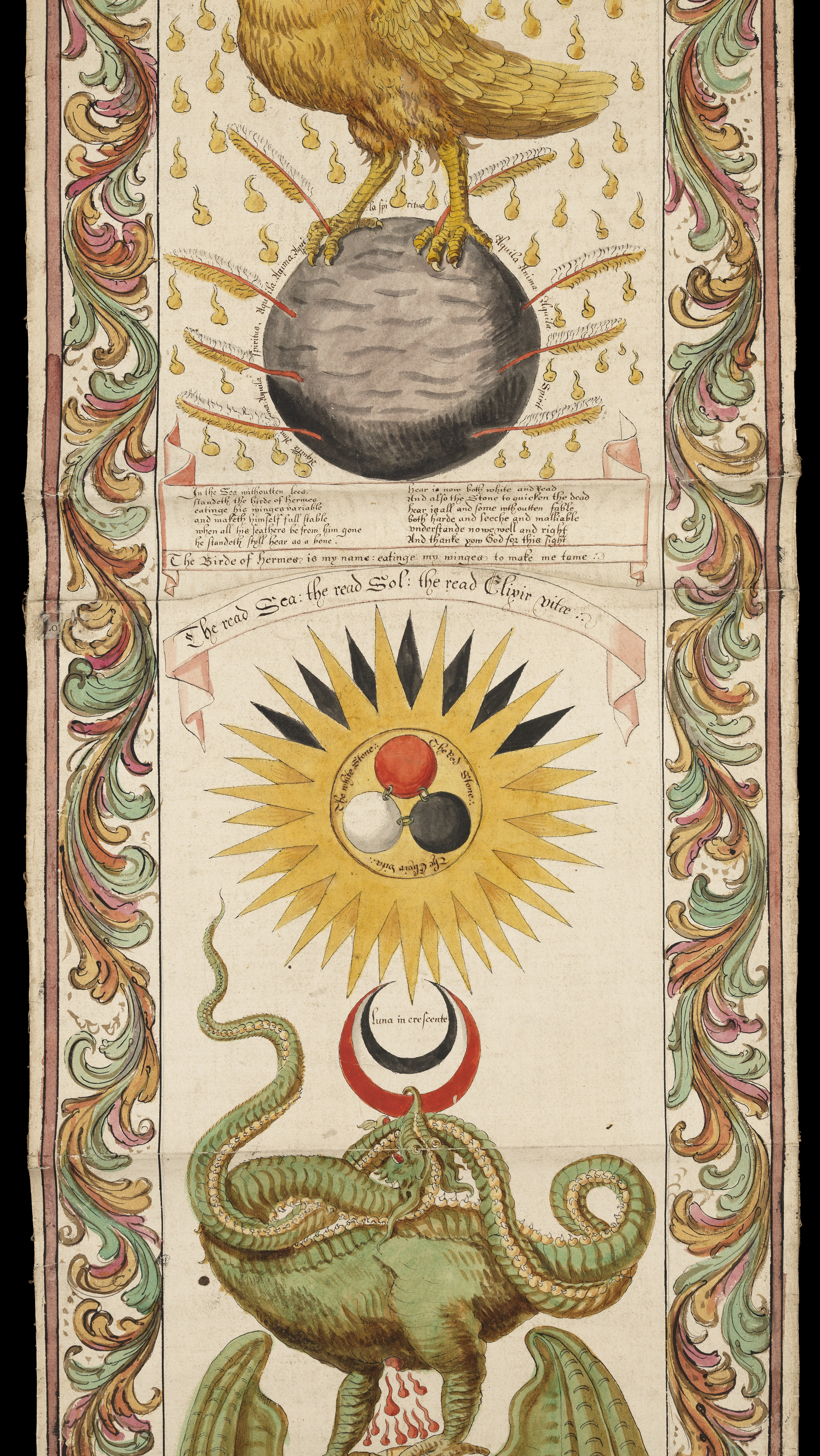
Rotulum hieroglyphicum de George Ripley.

Un comentario sobre las obras de Ripley fue escrito en una serie de tratados por el alquimista Inglés Eirenaeus Filaleteo. La Visión de Ripley, escrito en el libro Doce Puertas, fue el tema de una exposición muy famosa hecha por Eirenaeus y publicado en 1677 en Londres. La versión inglesa de Vision es un excelente ejemplo del estilo que utilizaba:

Cuando estuve ocupado con un libro cierta noche,

esta Visión aquí expresada aparece en mi vista desvanecida:

Un sapo completo Ruddy vi, bebieron el jugo de uvas tan rápido,

Hasta sobrecarga de la batería con el caldo, todas sus entrañas al pecho:

Y después de eso, de a granel poyson'd al depositar su veneno cayó,

Por pena y el dolor de lo cual todos los miembros de su comenzaron a hincharse;

Con gotas de sudor envenenado acercando así su secreto Den,

Su cueva con ráfagas de aire que todos los fumous bewhited continuación,

Y de la que en un espacio de Oro Humor se derivan,

gotas de quién hizo caer de alto mancha el suelo con tonalidad rojiza... (Etc.)

## Trabajos canonicales
- George Ripley, Riplaei Cantilena
- George Ripley, Opera omnia chemica. Kassel, 1649.
- George Ripley, Liber portarum Duodecim, también figura en el JJ Mangetus, Bibliotheca Chemica Curiosa (Ginebra 1702), vol. II, pp 275-285.
- Philalethus AEyrenaeus, Reviv'd Ripley, o, una exposición sobre Hermético poético-Sir George Ripley Obras (Londres 1678).

## Ripley Scrowle
- Londres, British Museum, MS Add. 5025, cuatro rollos elaborado en Lubeck 1588.
- También la versión de Scrowle Ripley por James Standysh, ciento 16., BM Añadir Londres. MS 32621.